# Махиел Кийл
Махиел Кийл (или Кил; на нидерландски: Machiel Kiel) е нидерландски историк на Османската империя. Публикувал е 3 книги и над 200 статии върху османското архитектурно наследство, демографията и социално-икономическата история на Балканите през османския период.

## Биография
Роден е в градчето Вормервер, Нидерландия в 1938 година, където получава началното си образование между 1944 и 1952 година. Работи в различни бизнеси от 1952 до 1958 година, след което пътува на Балканите през 1959 година. През 1958 – 1976 година работи по няколко архитектурни реставрационни работи. През 1969 – 1990 година изследва османската архитектура на Балканите. В 1972 година става член на Международния комитет на нидерландските византийски изследвания. През 1979 – 1999 година проучва османски архиви в Истанбул, Анкара и София. В 1983 година защитава докторска дисертация „Църковна архитектура и стенопис в България през османския период“ в Амстердамския университет. Кийл получава званието почетен доктор от Егейския университет в Измир в 1992 година. На следната 1993 година става редовен професор в Утрехтския университет.
Кийл публикува над 190 статии и 11 книги за османската архитектура на Балканите. Като гост преподавател преподава в много университети в Европа, Турция и САЩ, между които Мюнхенския университет „Лудвиг Максимилиян“, Средноизточния технически университет, Харвард и Московския държавен университет. След пенсионирането си става директор на Холандския археологически институт в Истанбул, като заема поста от 2003 до 2006 година.
Кийл е известен в България със статии за историята на Карнобат, Разград, Пазарджик, Провадия, Нови Пазар, Шумен, Неврокоп, Омуртаг, Златица, Трявна, Кюстендил и други селища, за помюсюлманчването в Родопите и за османските архитектурни паметници в България. На български език са издадени три негови книги:
- Изкуство и общество в България през турския период, София: Любомъдрие-Хроника, 2002
- Хора и селища в България през османския период (Събрани съчинения), София: Amicitia, 2005
- България под османска власт (Събрани съчинения), София: Тendril, 2017

## Критики
Махиел Кийл е обвиняван от професор Николай Овчаров, че системно принизява развитието на материалната и духовната култура на Втората Българска империя и отрича българския ѝ характер, и представя българския народ като „непълноценен“ в сравнение с другите европейски народи и турците. Кийл е отричал самостоятелната способност на българите за културно развитие. Също така е принизявал размерите на средновековните български градове до тези на най-малките градове в другите части на Средновековна Европа, независимо, че демографските проучвания сочат, че Търново е било сравнимо с Париж, а редица по-малки градове са били средноголеми за тогавашна Европа.